# Powiat drohicki
Powiat drohicki, także drohiczyński – powiat utworzony 12 grudnia 1920 r. pod Zarządem Terenów Przyfrontowych i Etapowych z części powiatu kobryńskiego (gminy: Imienin, Wołowce, Chomsk, Drohiczyn (Poleski), Braszewicze, Osowce, Odryżyn, Worocewicze, Janów, Motol, Drużyłowicze i Berdzież). 19 lutego 1921 r. wszedł w skład nowo utworzonego województwa poleskiego II Rzeczypospolitej. Jego siedzibą było miasteczko Drohiczyn. W skład powiatu wchodziło 12 gmin wiejskich i 2 miasteczka.

## Podział administracyjny

### Gminy
- gmina Bezdzież
- gmina Braszewicze
- gmina Chomsk
- gmina Drohiczyn (Poleski)
- gmina Drużyłowicze (do 1928)[2]
- gmina Imienin (do 1928)[3]
- gmina Janów
- gmina Motol
- gmina Odryżyn
- gmina Osowce
- gmina Woławel (lub Wołowiel)[4]
- gmina Worocewicze (do 1928)[3]

### Miasta
- Janów (do ?)
- Motol (do ?)

## Starosta
- Edward Dunin-Markiewicz[5]